# T-розподілене вкладення стохастичної близькості
T-розподілене вкладення стохастичної близькості (англ. t-distributed Stochastic Neighbor Embedding, t-SNE) — це метод машинного навчання візуалізації даних, розроблений Лоренсом ван дер Маатеном і Джефрі Гінтоном. Це зручний метод нелінійного зниження розмірності шляхом вкладення багатовимірних даних у дво- або тривимірний простір для подальшої візуалізації. Зокрема, він відображає кожну точку багатовимірного простору в дво- або тривимірну точку евклідового простору так, що подібні об'єкти розташовуються поруч, а несхожі об'єкти відповідають віддаленим точкам з високою ймовірністю.
Алгоритм t-SNE складається з двох основних етапів. Спочатку, t-SNE створює розподіл імовірностей по парах багатовимірних об'єктів таким чином, що подібні об'єкти мають високу ймовірність бути вибраними, у той час як несхожі точки мають надзвичайно малу ймовірність бути вибраними разом. Далі, t-SNE визначає подібний розподіл ймовірностей для точок у карті низьковимірного простору та мінімізує розбіжності за відстанню Кульбака–Лейблера між двома розподілами за місцем розташування точок на карті. Зверніть увагу, що хоч оригінальний алгоритм і використовує евклідову відстань між об'єктами, як основну метрику подібності об'єктів, проте, вона може бути змінена при необхідності.
t-SNE використовується для візуалізації в різноманітних застосунках, таких як дослідження по комп'ютерній безпеці, аналізу музики, дослідженнях раку, біоінформатики, та біомедичній обробці сигналів. Він часто використовується для візуалізації високорівневих представлень, отриманих за допомогою штучної нейронної мережі.
Хоча візуалізації отримані за допомогою t-SNE часто використовуються для відображення кластерів, отримане зображення може суттєво залежати від обраної параметризації і тому потрібне глибоке розуміння параметрів, які використовуються для t-SNE. Навіть для некластеризованих даних можуть з'явитись «кластери», що може привести до помилкових висновків. Тим самим, для правильного підбору параметрів і перевірки результатів може бути потрібне інтерактивне дослідження даних. Було продемонстровано, що t-SNE часто здатний відновлювати добре розділені кластери, та зі спеціальним вибором параметрів, він наближається до простої форми спектральної кластеризації.

## Деталі
Для даного набору {\displaystyle N} багатовимірних об'єктів {\displaystyle \mathbf {x} _{1},\dots ,\mathbf {x} _{N}} t-SNE спочатку обчислює ймовірності {\displaystyle p_{ij}} пропорційні схожості {\displaystyle \mathbf {x} _{i}} і {\displaystyle \mathbf {x} _{j}} наступним чином:
{\displaystyle p_{j\mid i}={\frac {\exp(-\lVert \mathbf {x} _{i}-\mathbf {x} _{j}\rVert ^{2}/2\sigma _{i}^{2})}{\sum _{k\neq i}\exp(-\lVert \mathbf {x} _{i}-\mathbf {x} _{k}\rVert ^{2}/2\sigma _{i}^{2})}},}
Ван дер Маатен та Гінтон пояснюють такий вибір відстані наступним чином: «подібність точки даних {\displaystyle x_{j}} до точки даних {\displaystyle x_{i}} — це умовна ймовірність, {\displaystyle p_{j|i}}, що {\displaystyle x_{i}} вибрав би {\displaystyle x_{j}} як свого сусіда, якби сусіди були обрані пропорційно їх гаусовій густині ймовірності з центром в {\displaystyle x_{i}}.»
{\displaystyle p_{ij}={\frac {p_{j\mid i}+p_{i\mid j}}{2N}}}
Більш того, коли {\displaystyle i=j}, ймовірності дорівнюють нулю: {\displaystyle p_{ij}=0}
Пропускна здатність Гаусового ядра {\displaystyle \sigma _{i}}встановлюється за допомогою методу бісекції так, що перплексивність умовного розподілу дорівнює попередньо визначеній перплексивності. У результаті пропускна здатність адаптується до густини даних: менші значення {\displaystyle \sigma _{i}} використовуються у більш густих частинах даних.
Через те що Гаусове ядро використовує евклідову відстань {\displaystyle \lVert x_{i}-x_{j}\rVert }, то, у випадку дуже високої розмірності даних, слід мати на увазі ефект прокляття розмірності, коли відстані втрачають здатність до розділення і {\displaystyle p_{ij}} стають дуже схожими (асимптотично, вони збігаються до константи).
Для пом'якшення цього ефекту запропоновано регулювати відстані степеневим перетворенням, спираючись на внутрішню розмірність кожної точки.
t-SNE намагається дізнатись {\displaystyle d}-вимірне відображення {\displaystyle \mathbf {y} _{1},\dots ,\mathbf {y} _{N}} (де {\displaystyle \mathbf {y} _{i}\in \mathbb {R} ^{d}}), яке відображає подібність {\displaystyle p_{ij}} наскільки це можливо. З цією метою він вимірює схожість {\displaystyle q_{ij}} між двома точками відображення {\displaystyle \mathbf {y} _{i}} та {\displaystyle \mathbf {y} _{j}} за допомогою аналогічного підходу. Зокрема, {\displaystyle q_{ij}} визначається як:
{\displaystyle q_{ij}={\frac {(1+\lVert \mathbf {y} _{i}-\mathbf {y} _{j}\rVert ^{2})^{-1}}{\sum _{k\neq l}(1+\lVert \mathbf {y} _{k}-\mathbf {y} _{l}\rVert ^{2})^{-1}}}}
Тут використовується T-розподіл Стьюдента з обважнілим кінцем (з одним ступенем свободи, який є по суті розподілом Коші) для вимірювання подібностей між точками у низьковимірному просторі для того, щоб різнорідні об'єкти були змодельовані далеко один від одного при відображенні. Зверніть увагу, що в даному випадку ми прирівнюємо {\displaystyle q_{ii}=0.}
Координати точок {\displaystyle \mathbf {y} _{i}} при відображенні визначаються шляхом мінімізації (несиметричної) відмінності по мірі Кульбака–Лейблера розподілу {\displaystyle Q} від розподілу {\displaystyle P}, тобто:
{\displaystyle KL(P||Q)=\sum _{i\neq j}p_{ij}\log {\frac {p_{ij}}{q_{ij}}}}
Мінімізація розбіжностей Кульбака–Лейблера по точкам {\displaystyle \mathbf {y} _{i}} здійснюється за допомогою градієнтного спуску. Результатом такої оптимізації є відображення, яке добре зберігає подібність між входовими даними високої розмірності.

## Програмне забезпечення
- t-SNE від Лоренса ван дер Маатена https://lvdmaaten.github.io/tsne/ [Архівовано 28 грудня 2018 у Wayback Machine.]
- ELKI[en] містить t-SNE. Див. https://github.com/elki-project/elki/blob/master/elki/src/main/java/de/lmu/ifi/dbs/elki/algorithm/projection/TSNE.java%5Bнедоступне+посилання+з+жовтня+2019%5D